# Podogaster cactorum
Podogaster cactorum är en stekelart som beskrevs av Joseph Augustine Cushman 1927. Podogaster cactorum ingår i släktet Podogaster och familjen brokparasitsteklar. Inga underarter finns listade i Catalogue of Life.